# Jan Francis
Jan Francis, född 5 augusti 1947 i London, är en brittisk skådespelerska.
Hon började som dansös i Royal Ballet men bytte till skådespelaryrket efter en knäskada.
Hon är mest känd som motståndskvinnan Lisa Colbert i den brittiska TV-serien Hemliga armén, där hon medverkade i första omgången 1979, samt från de populära TV-serierna The Sweeney (1991) och Just Good Friends (1983). Även Blodspår (2005).